# Coregonus
Coregonus ist eine Gattung von Fischarten aus der Ordnung der Lachsartigen (Salmoniformes). Deutsche Trivialnamen sind u. a. Maränen, Reinanken (auch in der Schreibweise Rheinanken), Renken, Felchen (der Felchen oder die Felche), Coregonen und Schnäpel (auch in der Schreibweise Schnepel). Dabei kann ein deutscher Name für verschiedene Arten stehen; viele Arten haben mehrere Trivialnamen je nach Region.

## Allgemeines

### Artzuordnung
Die Gattung Coregonus ist innerhalb der Ordnung der Lachsartigen die artenreichste. Von ihrer äußeren Erscheinungsform lassen sich die einzelnen Arten nur schwer unterscheiden; zur Artbestimmung dienen die Kiemenreusendornen, die in Anzahl, Form und Anordnung von Art zu Art variieren.

### Vorkommen
Die Coregonen leben meist in tieferen Seen (ab ca. 50 m), zum Beispiel dem Bodensee, dem Chiemsee und anderen Voralpenseen, etwa im Walchensee, in der Seenkette um den Bielersee, dem Neuenburgersee und dem Genfersee, den Salzkammergutseen, den Salzburger Seen, den Kärntner Seen, den oberitalienischen Seen und etlichen anderen rand- und inneralpinen Seen, sowie in norddeutschen Seen wie dem Arendsee, Breiten Luzin, Müritz, Plöner See, Ratzeburger See, Schaalsee, Schweriner See, Selenter See, Stechlinsee, Werbellinsee und anderen. Mancherorts wurden geflutete Tagebaurestlöcher mit Coregonus-Arten besetzt. Einige Arten kamen oder kommen auch im Salzwasser vor, zum Beispiel in der Ostsee und Nordsee.

### Ernährung
Die Coregonen ernähren sich – je nach Art – von Plankton oder größeren Tieren. Nahe verwandte Arten haben häufig unterschiedliche ökologische Nischen besetzt. Sie unterscheiden sich beispielsweise darin, ob sie ihre Nahrung primär als Schwebrenken im freien Wasser oder als sogenannte Bodenrenken am Boden aufnehmen. Um das Plankton zu sammeln, haben manche Arten noch deutliche schleimproduzierende Epibranchialorgane im Pharynx.

### Namensherkunft
Die Systematik ist durch viele Umbenennungen unübersichtlich. Noch verwirrender sind die deutschen Artnamen, da sie von Region zu Region wechseln (siehe oben). Die einzigen überregionalen Namen sind das bildungssprachliche „Coregonen“ für die ganze Gattung und „Schnäpel“ bzw. „Schnepel“. ,Coregonus‘ (griech.) bedeutet „Winkelpupille“ – weil das Sehloch nicht kreisrund ist, sondern einen Ausschnitt hat in die Richtung, aus der vorwiegend Nahrung sichtbar wird (das gilt aber nicht nur für Renken, sondern für die meisten Fische).

### Evolution
Insbesondere die Populationen in den nach der Eiszeit entstandenen Gletscherseen können als Beispiel für die geografische Isolation gesehen werden, die zur Artbildung führen kann (siehe Evolutionstheorie). Daraus resultiert auch die Vielzahl lokaler Formen, die nur teilweise verschiedene echte Arten darstellen, meist jedoch Rassen/Unterarten, die sich mehr im Aussehen als in den Genen unterscheiden.

## Systematik
Die Gattung Coregonus bildet innerhalb der Lachsfische zusammen mit Stenodus und Prosopium die Unterfamilie Coregoninae.

## Fischerei

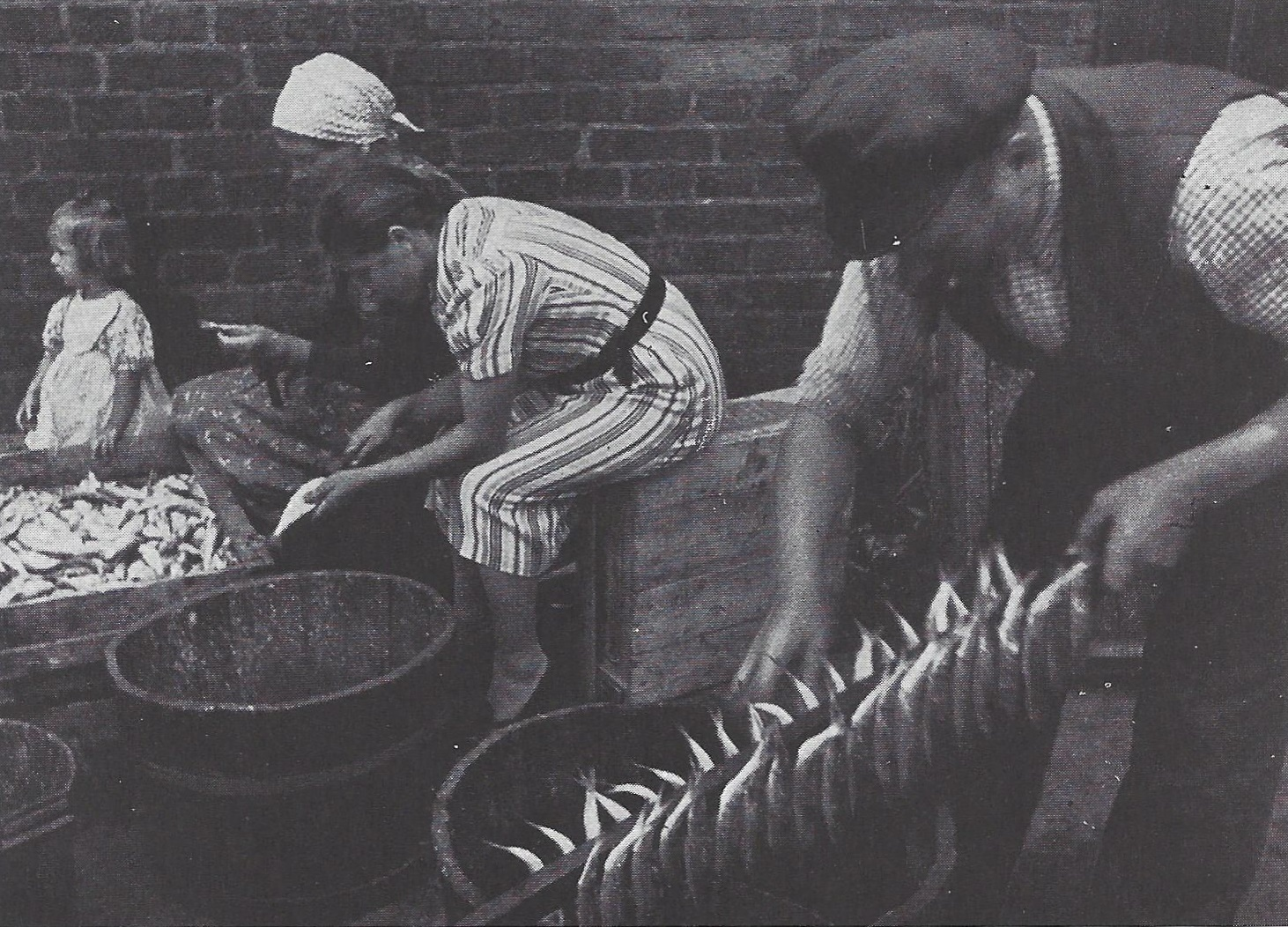
Räuchermaränen in Nikolaiken, Ostpreußen (1920er Jahre)

Die Coregonen sind wohlschmeckende Speisefische, die gebraten, geräuchert, (selten) gekocht und gedünstet werden.
Da insbesondere die als Speisefisch begehrten Schwebrenken (Blaufelchen, Edelmaräne) sich von Plankton ernähren, kann man sie nicht einfach mit einer herkömmlichen Angel fangen, sodass ihnen traditionell mit dem Stellnetz oder großen Reusen nachgestellt wird. Dieser Fang ist zudem auf die Paarungszeit im Juni und Juli beschränkt, da sich die Fische in den anderen Monaten an tieferen Stellen aufhalten. Der Angler kann Maränen mit Hilfe von Hegenen fangen. Das sind Mehrfach-Hakensysteme („Paternoster“) mit als Mückenlarven getarnten Angelhaken, sogenannten Nymphen.

## Gefährdung
Viele Coregonen und Maränen gehören zu den gefährdeten Fischarten. Sowohl in Nordamerika als auch in Europa wurden die Bestände im 19. und 20. Jahrhundert stark überfischt. Darüber hinaus brachen aufgrund der Konkurrenz mit faunenfremden Fischarten die Bestände zusammen. Heute gilt vor allem die Gewässerverschmutzung als größte Gefährdung. Eine weitere Ursache für die Seltenheit dieser Fische sind die stark eingeschränkten Verbreitungsgebiete, die zum Teil nur ein bestimmtes Seengebiet umfassen. Zwölf Taxa gelten als ausgestorben oder mutmaßlich ausgestorben: Coregonus alpenae, Coregonus johannae, Coregonus reighardi (offiziell als vom Aussterben bedroht gelistet, aber seit den 1980er-Jahren nicht mehr nachgewiesen), Coregonus gutturosus, Coregonus bezola, Coregonus restrictus, Coregonus fera, Coregonus nigripinnis, Coregonus hiemalis, Coregonus hoferi (offiziell als vom Aussterben bedroht gelistet, aber seit den 1940er-Jahren nicht mehr nachgewiesen), Coregonus oxyrhynchus und Coregonus kiyi orientalis. Weitere 19 Taxa, darunter Coregonus arenicolus, Coregonus bavaricus, Coregonus kiyi, Coregonus candidus und Coregonus confusus, gelten als gefährdet, stark gefährdet oder vom Aussterben bedroht.

## Artenübersicht
- Coregonus acrinasus – Albock[6]
- Coregonus albellus – Brienzlig
- Coregonus albula – Kleine Maräne
- † Coregonus alpenae – Langkiefer-Maräne
- Coregonus alpinus – Kropfer
- Coregonus anaulorum
- Coregonus arenicolus – Sandfelchen
- Coregonus artedi – Amerikanische Kleine Maräne
- Coregonus atterensis – Attersee-Reinanke
- Coregonus autumnalis – Arktische Maräne
- Coregonus baicalensis
- Coregonus bavaricus – Ammersee-Kilch
- † Coregonus bezola – Bezoule
- Coregonus brienzii
- Coregonus candidus – Bondelle
- Coregonus chadary
- Coregonus clupeaformis – Heringsmaräne
- Coregonus clupeoides – Powan
- Coregonus confusus – Pfärrig
- Coregonus danneri – Riedling
- Coregonus duplex – Grundler
- Coregonus fatioi – Tiefenalbock, Felchen
- Coregonus fontanae – Stechlin-Maräne
- † Coregonus fera – Féra
- † Coregonus gutturosus – Bodensee-Kilch
- Coregonus heglingus – Hägling
- † Coregonus hiemalis – Gravenche
- † Coregonus hoferi – Chiemsee-Renke
- Coregonus hoyi
- Coregonus huntsmani
- Coregonus intermundia
- † Coregonus johannae – Tiefwassermaräne
- Coregonus kiyi – Kiyi
- Coregonus laurettae – Bering-Maräne
- Coregonus lavaretus – Lavaret
- Coregonus litoralis
- Coregonus lucidus
- Coregonus lucinensis – Luzin-Maräne, Quietschbükers, Luzin-Quietschbauch
- Coregonus macrophthalmus – Gangfisch
- Coregonus maraena – Ostseeschnäpel
- Coregonus maxillaris – Storsik
- Coregonus megalops
- Coregonus migratorius – Omul
- Coregonus muelleri – Albeli
- Coregonus muksun – Muksun
- Coregonus nasus – Große Bodenrenke, Große Maräne
- Coregonus nelsonii
- † Coregonus nigripinnis
- Coregonus nilssoni – Edelmaräne
- Coregonus nipigon
- Coregonus nobilis – Edelfisch
- † Coregonus obliterus – Zugeralbock
- † Coregonus oxyrhynchus – Nordseeschnäpel, Rheinschnäpel
- Coregonus palaea – Palée
- Coregonus pallasii – Aspsik
- Coregonus peled – Peledmaräne
- Coregonus pennantii – Gwyniad
- Coregonus pidschian – Kleine Bodenrenke
- Coregonus pollan – Pollan
- Coregonus profundus
- Coregonus reighardi – Kurznasen-Maräne
- † Coregonus renke – Starnberger Renke
- † Coregonus restrictus – Férit
- Coregonus sarnensis
- Coregonus steinmanni
- Coregonus stigmaticus – Schelly
- Coregonus subautumnalis
- † Coregonus suidteri – Sembacherbalchen
- Coregonus supersum – Zugerbalchen
- Coregonus suspensus
- Coregonus trybomi
- Coregonus tugun lenensis – Lena-Tugun
- Coregonus tugun tugun – Tugun
- Coregonus ussuriensis
- Coregonus vandesius
- Coregonus wartmanni – Bodenseefelchen
- Coregonus widegreni – Buckelmaräne
- Coregonus zenithicus – Kurzkiefer-Maräne
- Coregonus zuerichensis – Blaalig
- † Coregonus zugensis – Zugeralbeli